# 48844 Belloves
48844 Belloves este o planetă minoră (asteroid) din centura de asteroizi. A fost descoperită pe 18 februarie 1998 la Observatorul Kleť de Miloš Tichý⁠(d). 
Obiectul prezintă o orbită caracterizată de o semiaxă mare de 1,9642717153399 UAi, o excentricitate de 0,07, o înclinație de 17,9 ° în raport cu ecliptica.